# 가랑잎나비
가랑잎나비는 나비목 네발나비과 나비로서 날개 뒷면이 나뭇잎의 중간맥과 같은 무늬를 하고 있어 이것을 이용해 자신을 위장한 의태류 나비다. 날개의 길이는 7cm 정도다. 인도부터 일본까지 아시아에 넓게 분포한다.